# یوهان مجالبی
یوهان مجالبی (سوئدی: Johan Mjällby؛ زادهٔ ۹ فوریهٔ ۱۹۷۱) یک بازیکن فوتبال اهل سوئد است.

## تیم ملی
وی همچنین در تیم ملی فوتبال سوئد بازی کرده‌است.